# Ньиредьхаза (аэропорт)
Аэропорт Ньиредьхазы (венг. Nyíregyházai repülőtér) — региональный аэропорт Венгрии, расположен в северо-западных пригородах Ньиредьхазы в 3 км от центра города.
Аэропорт используется с 1968 года как тренировочная база пилотов. С 1992 года принадлежит компании TRÉNER Ltd. Главное предназначение аэропорта — тренировка начинающих пилотов, но кроме этого аэропорт оказывает услуги воздушного такси и развлекательных полётов. Аэропорт располагает более 12 самолётов различных марок. Главная взлётно-посадочная полоса имеет асфальтовое покрытие и длину 1000 метров, также наличествует вторая полоса с травяным покрытием. Регулярных рейсов из аэропорта не выполняется.

## Статистика
| Год  | Пассажиров | Изменения |
| ---- | ---------- | --------- |
| 2009 | 31 345     |           |
| 2010 | 29 591     | −5,59%    |
| 2011 | 13 488     | −54,42%   |
| 2012 | 17 137     | +27,05%   |
| 2013 | 15 863     | −7,43%    |
| 2014 | 7 840      | −50,57%   |
| 2015 | 27 320     | +248,47%  |
| 2016 | 34 313     | +25,59%   |
| 2017 | 29 430     | −14,23%   |
| 2018 | 22 030     | −24,11%   |
| 2019 | 25 612     | +16,26%   |